# Ole Borch
Ole Borch (Nørre Bork, Jutlândia, 7 de abril de 1626 — Copenhaga, 13 de outubro de 1690) (latinizado para Olaus Borrichius ou Olaus Borrichus) foi um cientista, médico e escritor dinamarquês, famoso ter sido professor de Nicolaus Steno em Copenhaga. Borch tinha estudado medicina na Universidade de Copenhaga e distinguiu-se na praga de 1654, quando um terço da população de Copenhagen morreu.  Em 1655 ele foi apoiado por Joachim Gersdorff, o senescal real. Em 1660 tornou-se professor de filologia na Universidade de Copenhaga e em 1666 de química e botânica.

## Obras
- Parnassus in nuce (1654)
- De ortu et progressu chemiae (1668)
- Hermetis, Ægyptiorum et chemicorum sapientia (1674)
- Cogitationes il lingvæ variis Lat. ætatibus (1675)
- Dissertatio de causis diversitatis lingvarum (1675)
- Docimastice metallica (1678)
- Conspectus praestantiorum scriptorum linguae latinae (1679)
- De antiqua urbis Romae facie dissertationes (1683-1687)
- De usu plantarum indigenarum in medicina (1688)
- Conspectus scriptorum chemicorum celebriorum (publicado postumamente em 1696)